# Boxning vid olympiska sommarspelen 1904
Boxningen vid olympiska sommarspelen 1904 i St Louis innehöll 7 olika viktklasser och var endast öppen för herrar. Endast USA skickade tävlande, som därmed tog samtliga medaljer.  

## Medaljtabell
| Klass                | Guld                  | Silver                  | Brons                   |
| Flugvikt Detaljer…   | George Finnegan · USA | Miles Burke · USA       | Ingen                   |
| Bantamvikt Detaljer… | Oliver Kirk · USA     | George Finnegan · USA   | Ingen                   |
| Fjädervikt Detaljer… | Oliver Kirk · USA     | Frank Haller · USA      | Frederick Gilmore · USA |
| Lättvikt Detaljer…   | Harry Spanjer · USA   | Russell van Horn · USA  | Peter Sturholdt · USA   |
| Weltervikt Detaljer… | Albert Young · USA    | Harry Spanjer · USA     | Joseph Lydon · USA      |
| Mellanvikt Detaljer… | Charles Mayer · USA   | Benjamin Spradley · USA | Ingen                   |
| Tungvikt Detaljer…   | Samuel Berger · USA   | Charles Mayer · USA     | William Michaels · USA  |

## Medaljfördelning
| Medaljfördelning |        |      |        |       |        |
| Placering        | Nation | Guld | Silver | Brons | Totalt |
| 1                | USA    | 7    | 7      | 4     | 14     |